# Friedrich-Wilhelm Krüger

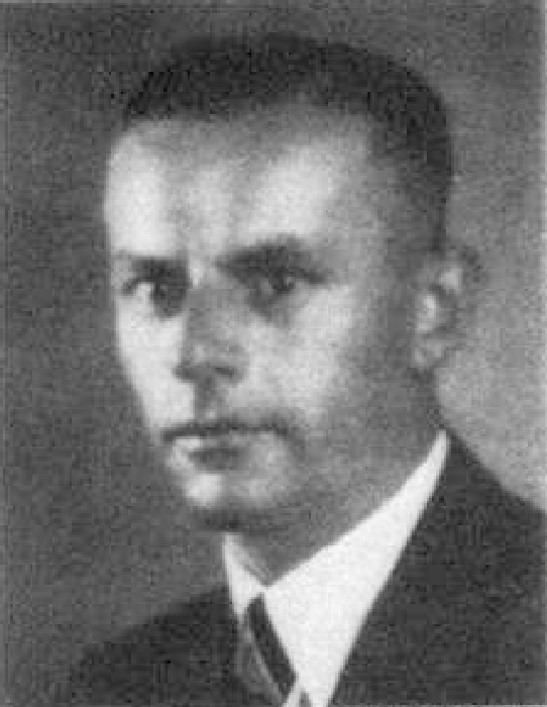
Friedrich-Wilhelm Krüger

Friedrich-Wilhelm Krüger, auch Wilhelm Krüger (* 8. Mai 1894 in Straßburg; † 10. Mai 1945 in Gundertshausen, Eggelsberg, Oberösterreich), war ein deutscher Funktionär der NSDAP, SS-Obergruppenführer, General der Waffen-SS (1944) und General der Polizei (1941).

## Leben
Friedrich-Wilhelm war der Sohn des späteren preußischen Obersts und Kommandeurs des Infanterie-Regiments „Prinz Louis Ferdinand von Preußen“ (2. Magdeburgisches) Nr. 27 Alfred Krüger († 6. August 1914 vor Lüttich) und dessen Ehefrau Helene, geborene Glünder († 1930). Sein älterer Bruder war der spätere SS-Obergruppenführer und General der Waffen-SS Walter Krüger.
Krüger verließ noch vor dem Abitur das Humanistische Gymnasium in Rastatt und besuchte von 1909 bis 1913 die Kadettenhäuser in Karlsruhe und Groß-Lichterfelde. Am 22. März 1914 trat er als Leutnant in das Infanterie-Regiment „von Lützow“ (1. Rheinisches) Nr. 25 der Preußischen Armee ein. Bei diesem Regiment war Krüger während des Ersten Weltkriegs als Zug- und Kompanieführer in der MG-Kompanie sowie als Ordonnanzoffizier und Regimentsadjutant im Einsatz und wurde drei Mal verwundet. Den Krieg beendete er als Oberleutnant.
1919 gehörte er der Eisernen Flottille – einem regulären Verband der Vorläufigen Reichsmarine – und 1920 dem Freikorps Lützow an. Nach seiner Verabschiedung aus dem Militärdienst im Mai 1920 war er bis 1923 im Buchhandel und bei einem Verlag, von 1924 bis 1928 als Vorstandsmitglied bei der Berliner Müllabfuhr AG und 1929 schließlich als selbständiger Kaufmann tätig. Krüger war seit 16. September 1922 mit Elisabeth Rasehorn (* 15. November 1896 in Bad Lausick) verheiratet. Aus der Ehe gingen zwei Söhne hervor.
Krüger trat im November 1929 der NSDAP bei (Mitgliedsnummer 171.199). Nach dem späteren NS-Kriegsverbrecher Jürgen Stroop war Krüger damals für Hilter der erste Waffenmeister der NSDAP. Er trat im Februar 1931 der SS bei (SS-Nummer 6.123) und wechselte im April 1931 zur SA. Durch die Protektion seines persönlichen Freundes Kurt Daluege wurde er 1932 SA-Gruppenführer im persönlichen Stab des SA-Chefs Ernst Röhm und bei der Reichstagswahl vom 31. Juli 1932 als Abgeordneter der NSDAP für den Wahlkreis 5 Frankfurt an der Oder in den Reichstag gewählt, dem er bis 1945 angehörte.

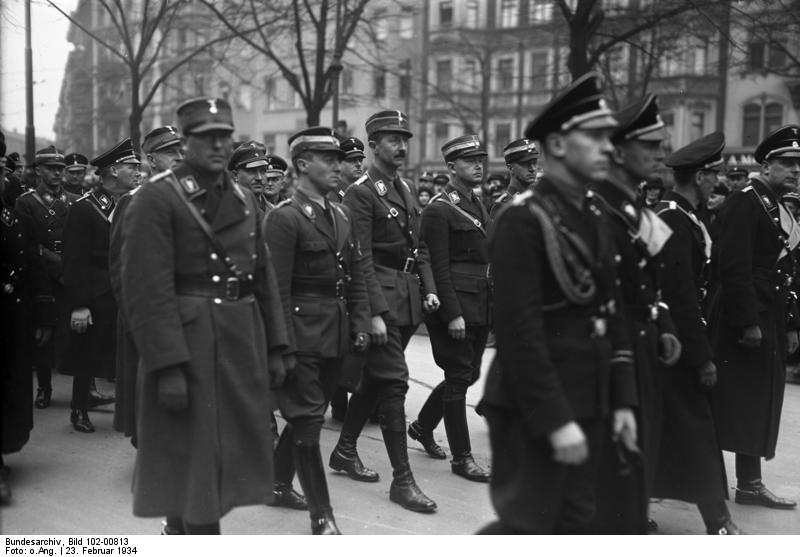
Krüger, ganz (hinten) links als SA-Obergruppenführer, bei der Beerdigung des SS-Führers Seidel-Dittmarsch, Berlin Februar 1934. Bildmitte u. a. Karl Ernst, August Wilhelm Prinz von Preußen, Fritz von Kraußer

Er übernahm das Ausbildungswesen der SA und wurde im Juni 1933 zum SA-Obergruppenführer befördert. Ab 1. Juli 1933 wurde er zum Chef des Ausbildungswesen (AW) innerhalb des Führungsstabes der SA ernannt. Hier war u. a. auch Hans Trummler  tätig, der das Wehramt, zuständig für alle Leipziger Hoch- und Fachschulen, leitete. In dieser Position war Krüger Verbindungsmann der SA zur Reichswehr und damit für den gesamten Bereich der vormilitärischen Ausbildung in den eigenen Formationen, den Wehrverbänden und an den Schulen zuständig. In diesem Amt war er außerdem für das Reichskuratorium für Jugendertüchtigung verantwortlich. Eine besondere Rolle spielte er beim Bemühen Röhms, die Reichswehr der SA zu unterstellen. Mehrere Monate nach der Ermordung Röhms, zum 25. Januar 1935, wechselte er wieder zur SS, wobei er seinen Rang als Obergruppenführer bei der SS behalten durfte. Sein einstiger Untergebener, der SA-General Heinrich Bennecke, bezeichnete Krüger, gestützt auf seine Nähe zur Reichswehr, als geistigen Urheber der Ereignisse um den 30. Juni 1934.

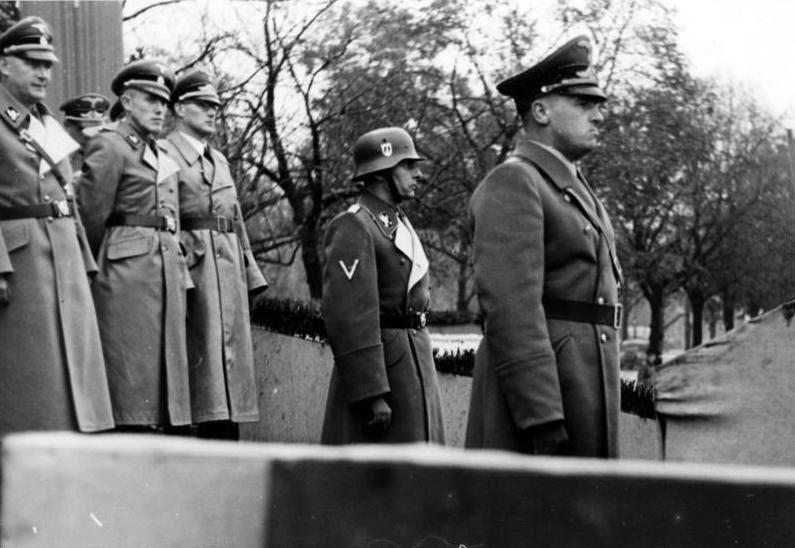
Hans Frank bei einer Polizeiparade in Krakau 1939, Krüger (mit Stahlhelm) hinter ihm

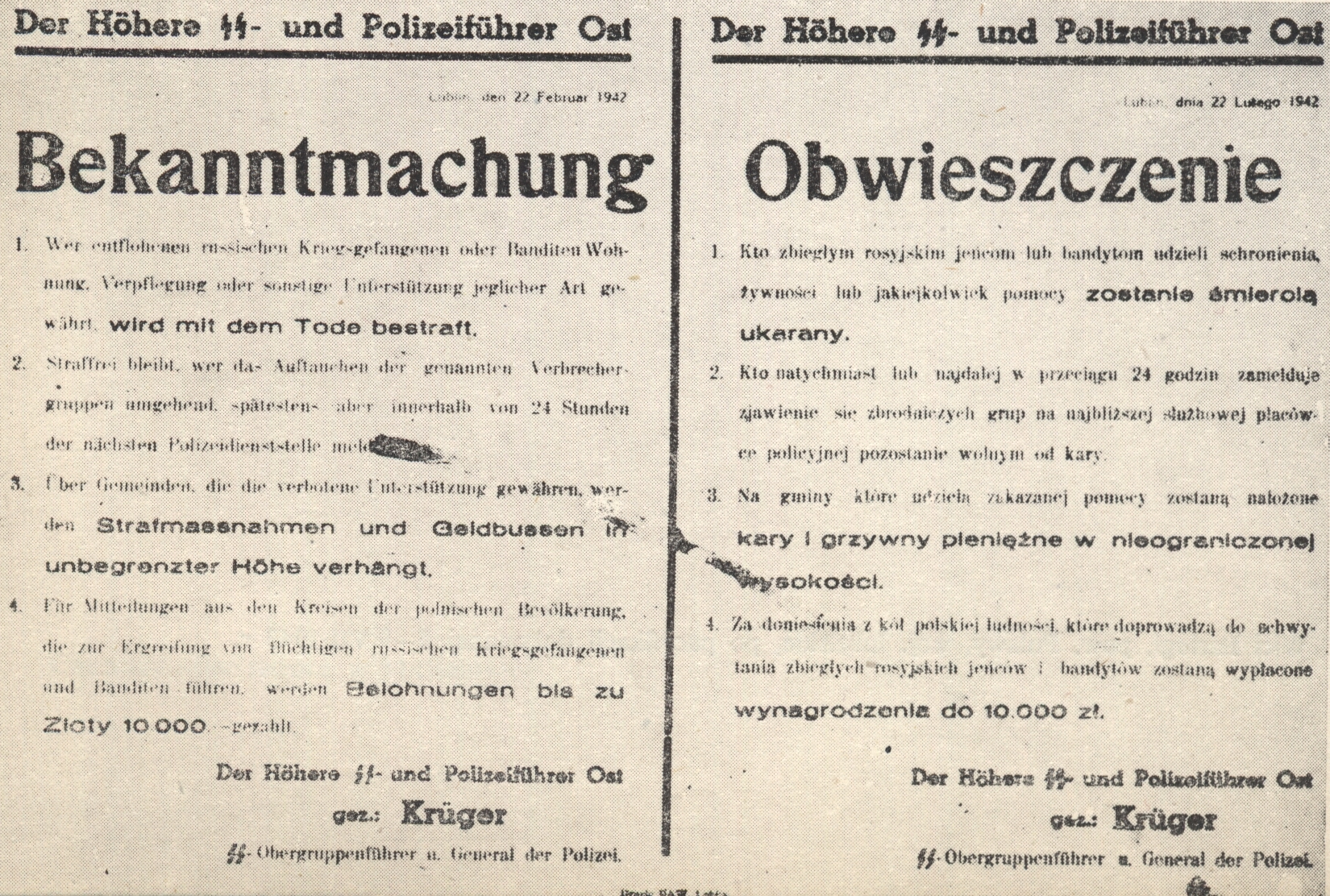
Bekanntmachung vom 22. Februar 1942 unterzeichnet von Krüger

Wegen seines Ehrgeizes und seiner Loyalität zur Partei wurde er von Heinrich Himmler am 4. (oder 14.) Oktober 1939 zum Höheren SS- und Polizeiführer (HSSPF Ost) im Generalgouvernement ernannt. Damit war er „in leitender Position für die dortige Bevölkerungs- und Vernichtungspolitik“, gemäß Heinz Höhne lag sogar „die eigentliche Macht“ in den okkupierten östlichen Gebieten „in der Hand der Höheren SS- und Polizeiführer“. Ab Mai 1942 fungierte er zudem als Staatssekretär für das Sicherheitswesen im Generalgouvernement. „Er war verantwortlich für Bewachung und Betrieb der Zwangsarbeitslager, den Einsatz von Polizei und SS bei den Räumungen der Ghettos, die Durchführung der „Aktion Erntefest“, die Partisanenbekämpfung im Generalgouvernement und die Vertreibung von über 100.000 polnischen Bauern aus der Gegend um Zamosc.“ Nach Kompetenzstreitereien mit Generalgouverneur Hans Frank wurde er am 9. November 1943 entlassen; sein Nachfolger im Amt war Wilhelm Koppe. Im Juni 1944 übernahm er das Kommando über die 6. SS-Gebirgs-Division „Nord“ und war von August 1944 bis Februar 1945 kommandierender General des V. SS-Freiwilligen-Gebirgskorps. Im Februar 1945 war er Himmlers Beauftragter für die deutsche „Südost-Front“. Im April und Mai 1945 war er Kommandeur einer Kampfgruppe der Ordnungspolizei bei der Heeresgruppe Süd, die ab 1. Mai 1945 als Heeresgruppe Ostmark bezeichnet wurde.
Krüger beging am 10. Mai 1945 in US-amerikanischer Kriegsgefangenschaft in Gundertshausen (Oberösterreich) Suizid.

## Auszeichnungen
- Eisernes Kreuz (1914) II. und I. Klasse
- Österreichisches Militärverdienstkreuz III. Klasse mit Kriegsdekoration im Herbst 1916
- Ritterkreuz des Königlichen Hausordens von Hohenzollern mit Schwertern am 25. April 1918
- Verwundetenabzeichen (1918) in Silber
- Goldenes Parteiabzeichen der NSDAP am 30. Januar 1939[13]
- Ehrendegen des Reichsführers SS
- Totenkopfring der SS
- Großoffizier des Ordens der Krone von Jugoslawien im Mai 1939
- Großoffizier des Ordens der Krone von Italien im Januar 1940
- Kriegsverdienstkreuz (1939) II. und I. Klasse mit Schwertern
- Spange zum Eisernen Kreuz II. und I. Klasse
- Ritterkreuz des Eisernen Kreuzes am 20. Oktober 1944[14]